# Sporthart
Een sporthart is een hart dat vergroot is (cardiomegalie) als gevolg van fysieke training, vaak specifiek bij duursport. Een sporthart is in de meerderheid van de gevallen niet pathologisch, maar wordt vaak wel verkeerdelijk gezien als ziekte. Soms is het wel geassocieerd met een aandoening van het hart.

## Oorzaak
Een sporthart is een normale, fysiologische aanpassing van het hart aan de drukken die het hart ondergaat bij inspanning. Door inspanning hebben de spieren meer zuurstof nodig, waardoor er meer bloed gepompt moet worden naar deze spieren. Om dit te kunnen doen moet het hart zowel sneller als harder pompen, wat resulteert in een hogere druk op de hartspiercellen. Wanneer dit meerdere uren per week gebeurt voor een lange periode, zullen deze hartspiercellen zich aanpassen door groter en krachtiger te worden. Dit resulteert in een vergroot hart dat sneller bloed door het lichaam kan pompen.
De sporters die hier het meest gevoelig voor zijn, zijn duursporters. Zeker in sporten zoals wielrennen en triatlon, die heel wat uren in beslag nemen, is het bij elites eerder een uitzondering om geen sporthart te hebben. Een sporthart kan ook voorkomen bij krachtsporters.

## Gevolgen
Een sporthart geeft op zichzelf geen fysieke ongemakken, maar heeft vaak als gevolg dat de rusthartslag veel lager wordt (bradycardie). Dit komt doordat het vergrote hart in rust minder moeite moet doen om de normale bloedsomloop in stand te houden. Soms is er ook een onregelmatige hartslag.
De lage rusthartslag kan secundair wel voor ongemakken zorgen, zoals orthostatische hypotensie of een bonzend gevoel wanneer tijdens rust de hartslag zeer laag is. Als pathologische aandoeningen zijn uitgesloten door een arts, kunnen deze tekens geen kwaad.
Er is enig wetenschappelijk bewijs dat een sporthart een hogere kans geeft op de hartritmestoornis atriumfibrillatie. Het totaal cardiovasculair risico is echter veel lager dan bij andere mensen, omdat sporten grote voordelen geeft bij het vermijden van andere aandoeningen, zoals trombose, atherosclerose, hartinfarct en beroertes.

## Diagnose
De diagnose van een sporthart wordt vaak gemaakt door een toevallige vondst.
In de anamnese van een sporthart worden de typische symptomen beschreven, zoals een lage en eventueel onregelmatige rusthartslag. In het klinisch onderzoek kan een derde harttoon gevonden worden bij auscultatie. Pijn op de borst, hoge bloeddruk, flauwvallen en hartkloppingen tijdens inspanning zijn geen tekens van een sporthart en dienen verder onderzocht te worden door een arts.
Op echografie of röntgenfoto kan er een vergroot hart gezien worden, vooral ter hoogte van het linkerventrikel. Een elektrocardiogram of inspanningstest kan afgenomen worden om een sporthart te differentiëren van pathologische aandoeningen. Tot slot kan een sporthart ook toevallig gezien worden op een cardiale MRI.

## Behandeling
Wanneer een sporthart is ontstaan bij een persoon die veel sport, is dit bijna altijd normaal en is er geen behandeling nodig. Stoppen met sporten kan het sporthart gedeeltelijk terugdraaien, maar in de meeste gevallen zal dit nooit volledig zoals voordien zijn.

## Preventie
Een sporthart hoeft niet voorkomen te worden. Toch wordt het aangeraden om bij een vermoeden van een sporthart langs te gaan bij een sportarts, om zeker te zijn dat er geen hartaandoening aanwezig is die dezelfde tekens als een sporthart geeft. Bij het uitvoeren van duursport wordt sowieso aangeraden om een sportkeuring te ondergaan, waarbij het hart altijd wordt nagekeken door de sportarts.